# Südbrücke (Koblenz)

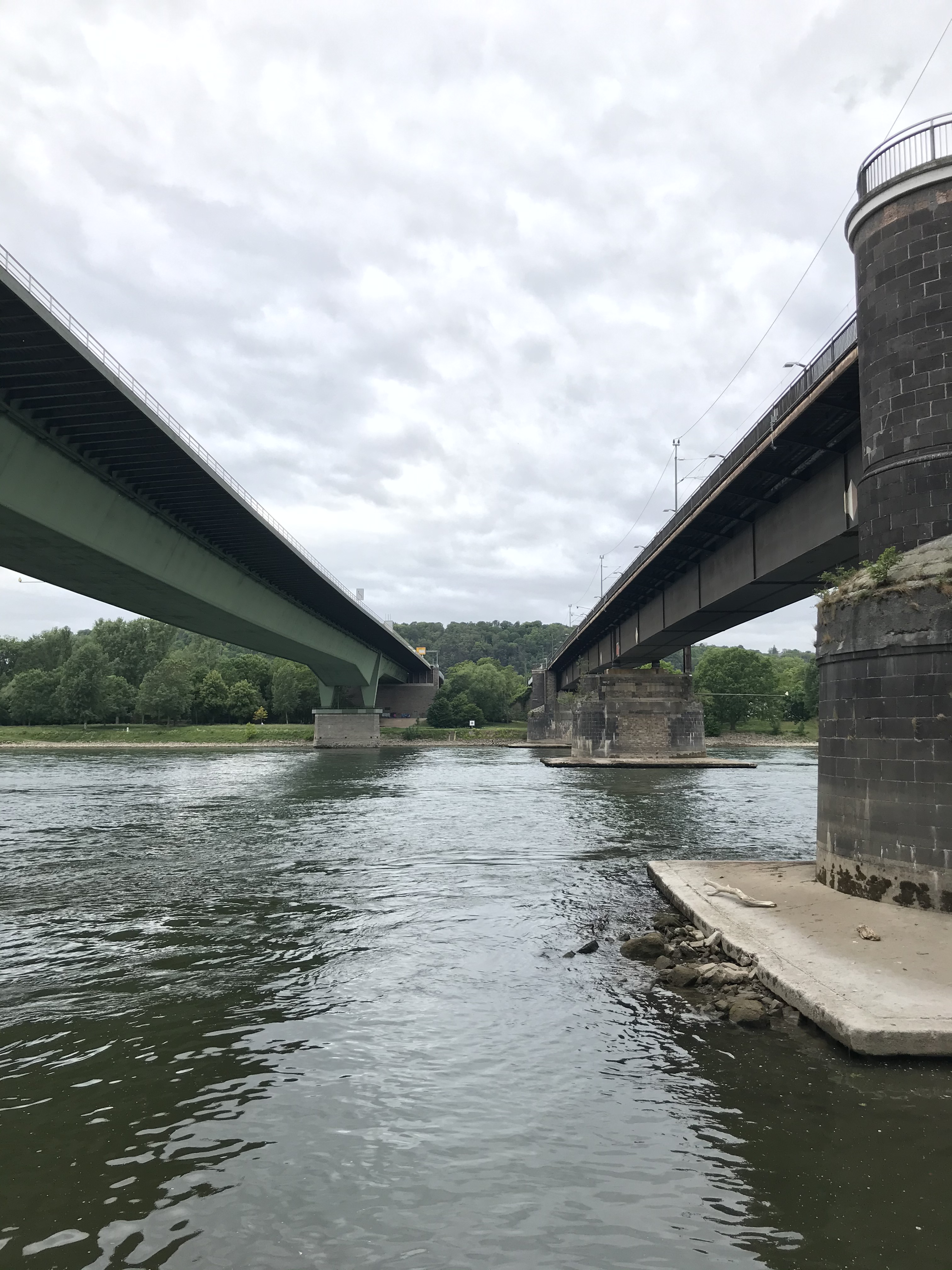
Die Südbrücke Koblenz (links) und die Horchheimer Eisenbahnbrücke (rechts) von der rechten Rheinseite aus gesehen

Die Südbrücke ist eine Straßenbrücke über den Rhein in Koblenz. Die Brücke verbindet als Teil einer Südtangente die B 327 mit Anschluss an die B 9 auf der linken Rheinseite (Oberwerth) und die B 49 mit Anschluss an die B 42 auf der rechten Rheinseite (Horchheim). Sie liegt bei Rheinkilometer 588 und ist die erste Brücke am Mittelrhein unterhalb der 84 km rheinaufwärts gelegenen Schiersteiner Brücke (A 643) zwischen Mainz und Wiesbaden.
Das Gesamtprojekt „Südtangente Koblenz“ auf einer Länge von 12 km wurde in zwei Bauabschnitten durchgeführt. Der erste Bauabschnitt von 1969 bis 1975 umfasste den Bau der Südbrücke samt Anschlüssen. In einem 1986 fertiggestellten zweiten Bauabschnitt wurde ein Teilstück der B 49 als Umgehungsstraße für rechtsrheinische Stadtteile eingeweiht. Während der Bauzeit des ersten Bauabschnitts kam es zu zwei schweren Unglücken, bei denen 19 Arbeiter starben.

## Geschichte

### Südtangente Koblenz
Mit dem Bau einer großzügig angelegten Südtangente in Koblenz sollte ein drängendes Verkehrsproblem der Stadt gelöst werden. Autofahrer, die über die Hunsrückhöhenstraße (B 327) kamen und weiter in den Westerwald (B 49) wollten, mussten ehedem über die Karthause, dann mitten durch die Innenstadt fahren und schließlich den Rhein über die Pfaffendorfer Brücke queren. Dabei war diese Brücke ein „Flaschenhals“ auf der Pfaffendorfer Seite, der zu Verkehrsproblemen in der Innenstadt führte. Dieser Engpass wurde 2003 mit Eröffnung des Glockenbergtunnels beseitigt.
Die Lösung für den Fernverkehr, aber auch für den Nah- und innerstädtischen Verkehr, war der Bau der „Südtangente Koblenz“, so ihr Projektname bei der Straßenverwaltung Rheinland-Pfalz. Im ersten Bauabschnitt 1969 bis 1975 wurde eine neue Rheinbrücke mit kreuzungsfreien Anschlüssen an beiden Seiten errichtet. Auf den Höhen im Koblenzer Stadtwald wurde vor der Karthause die B 327 über eine Hangbrücke im Laubachtal zum linksrheinischen Anschluss der Südbrücke verlegt. Hier erfolgt die Anbindung an das neugeschaffene Hochstraßensystem mit Anschlüssen an die B 9 und die Mainzer Straße (Südliche Vorstadt). Der rechtsrheinische Anschluss wurde mit Anbindung an die B 42 und an die Emser Straße (Horchheim) erreicht.
Mit Fertigstellung der Südbrücke samt Anschlüssen auf Koblenzer Gebiet war das Gesamtprojekt „Südtangente Koblenz“ jedoch noch nicht vollständig abgeschlossen. Der zweite Bauabschnitt, der Neubau eines etwa 8 km langen Teilstücks der B 49 samt Grünbrücke von der rechtsrheinischen Anschlussstelle Horchheim (B 327/B 42) bis Bad Ems-Denzerheide (B 261), wurde erst im November 1986 für den Verkehr freigegeben. Damit konnten vor allem die Koblenzer Stadtteile Pfaffendorf, Ehrenbreitstein und Niederberg entlastet werden, durch die die B 49 ursprünglich führte (heute L 127).

### Brückenbau 1969–1975
Der erste Bauabschnitt der „Südtangente Koblenz“ wurde von dem Bauingenieur Georg Strigl geplant und die Ausführung in vier Baulosen vergeben. Die statischen Berechnungen des Stahlüberbaus der Rheinbrücke nahmen allein insgesamt etwa 16.000 DIN-A4-Seiten ein. Der eigentliche Brückenbau (Los B) begann im Oktober 1969 und wurde von der Arbeitsgemeinschaft MAN-Werk Gustavsburg und Philipp Holzmann AG im Freivorbau ausgeführt. Die Landschaft und die Nähe der 36 m entfernten und parallel verlaufenden Horchheimer Eisenbahnbrücke führten aus gestalterischen Gründen zur Wahl einer Balkenbrücke. Die beiden Flusspfeiler der Südbrücke stehen genau in der Flucht der Pfeiler der Eisenbahnbrücke. Im Juni 1975 wurde der Brückenbau fertiggestellt, nachdem das Unglück von 1971 die Arbeiten unterbrochen hatte.
Das linksrheinische Hochstraßensystem (Los C) wurde von April 1970 bis Dezember 1972 und das rechtsrheinische Hochstraßensystem (Los A) von Februar 1971 bis Ende 1972 errichtet. Die im April 1970 begonnene Hangbrücke im Laubachtal (Los D) konnte nach dem zweiten Unglück von 1972 erst im Frühjahr 1974 fertiggestellt werden. Für die Hangbrücke mussten im Laubachtal die meisten Gebäude der 1840 bis 1843 errichteten Kaltwasserheilanstalt Bad Laubach abgerissen werden.
Nach den beiden Unglücken bot sich einige Jahre lang das Bild einer Brücke mit einer etwa 60 Metern langen Lücke über dem Rhein. Erst 1975 wurde das noch fehlende Stück mit einem Schwerlastponton zur Brücke gebracht, von Litzenhebern nach oben gezogen und schließlich montiert.

### Erstes Unglück 1971
Am 10. November 1971 sollte der letzte Freivorbau der Südbrücke für die linksrheinische Brückenhälfte eingebaut werden. Bevor jedoch der Kastentrog mit einem Derrickkran von etwa 100 Tonnen vollständig vom Ponton abgehoben werden konnte, knickte auf der Oberwerther Seite der Kragarm auf einer Länge von etwa 54 m ab und stürzte mitsamt Arbeitern und Gerät aus einer Höhe von etwa 30 m in den Rhein. Bei diesem Unglück fanden 13 Menschen den Tod, weitere 13 Personen wurden schwer verletzt. Die Toten konnten teils erst Tage später aus dem Rhein geborgen werden.
Alle verfügbaren Hilfsorganisationen waren aufgeboten, um die beim Brückenunglück herabgestürzten Einzelteile zu entwirren. Mehr als 100 Schiffe stauten sich auf dem Rhein vor der Unglücksstelle am Tag nach dem Einsturz. Das herabgestürzte Brückenstück zu bergen erwies sich als sehr schwierig. MAN-Vorstandsvorsitzender Karl Schott erklärte auf einer Pressekonferenz am 11. November 1971, dass weltweit bereits 24 Brücken dieses voll geschweißten Typs gebaut worden waren und es bisher nie zu einem Unglück gekommen sei. Einen Materialfehler schlossen die Verantwortlichen aus. Die Untersuchungen über die Unglücksursache nahmen ein volles Jahr in Anspruch, sodass erst ab April 1973 weitergebaut werden konnte. Infolge des Unglücks (und einiger anderer ähnlicher Brückenunglücke Anfang der 1970er Jahre wie beim Bau der West Gate Bridge in Melbourne) wurden die technischen Regeln über das Beulen von Platten und Schalen verändert (DIN 18800). Ursache des Versagens war ein Konstruktionsdetail der Verschweißung von Bodenplatte und Längsaussteifung im Hohlkasten. Die Brücke wurde beim Weiterbau verstärkt und die Kragarmlängen wurden in der Bauphase reduziert.

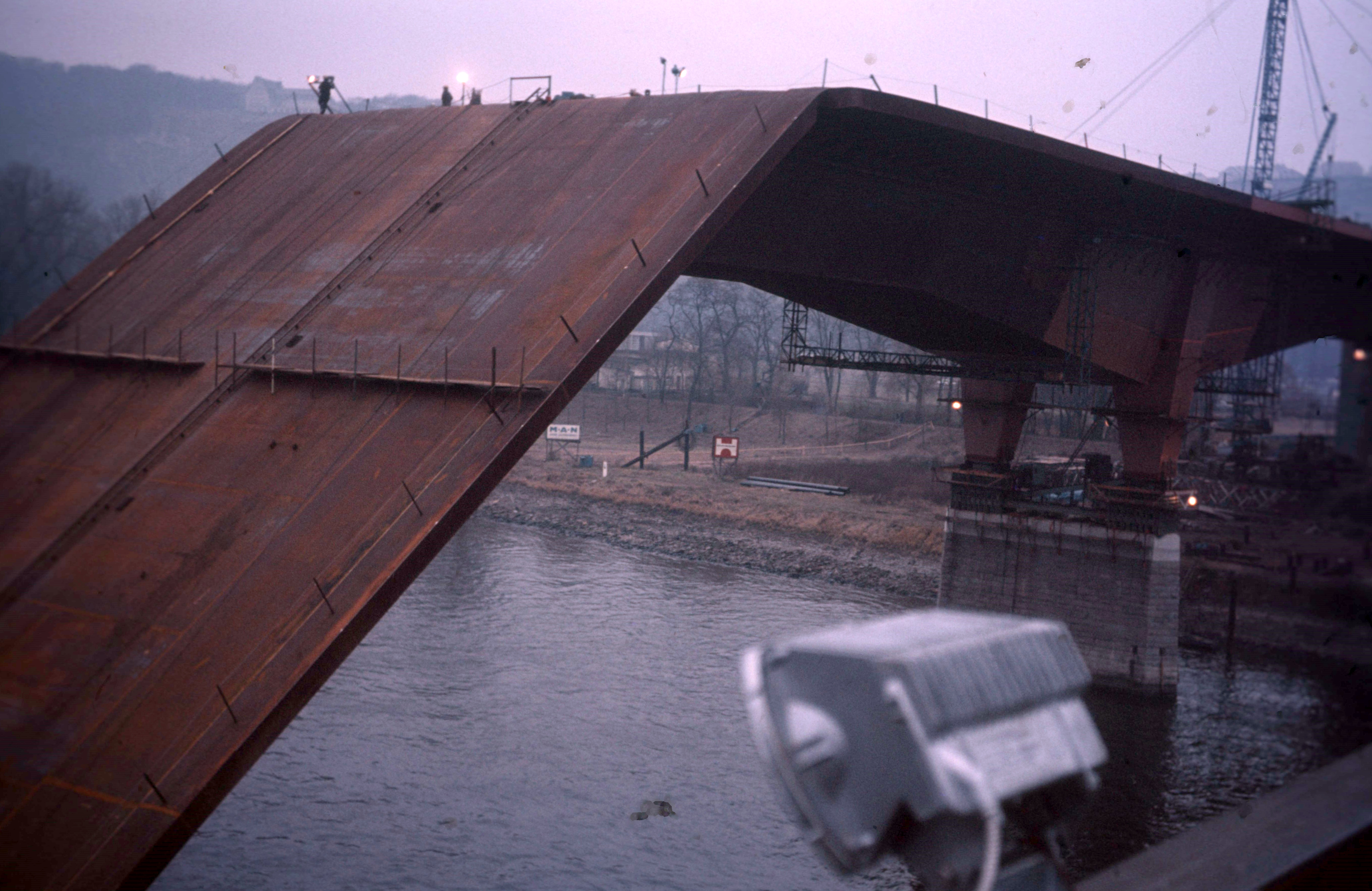
Die Brücke nach dem ersten Unglück im Dezember 1971

### Zweites Unglück 1972
Ein weiterer Unfall ereignete sich am 21. September 1972 an der Hangbrücke im Laubachtal. Bei den Betonierarbeiten für das zwölfte Überfeld stürzte das Lehrgerüst ein und riss sechs Arbeiter in den Tod. Die Arbeiten an dieser Stelle wurden erst im November 1973 wieder aufgenommen. Nach einer monatelang andauernden Untersuchung wurden als Unglücksursache „Materialmängel und ein schwerwiegendes Versäumnis“ angegeben. Beim Aufstellen des Gerüstes war die sogenannte Beulsteife vergessen worden, die bei Baugerüsten die Standsicherheit garantiert.

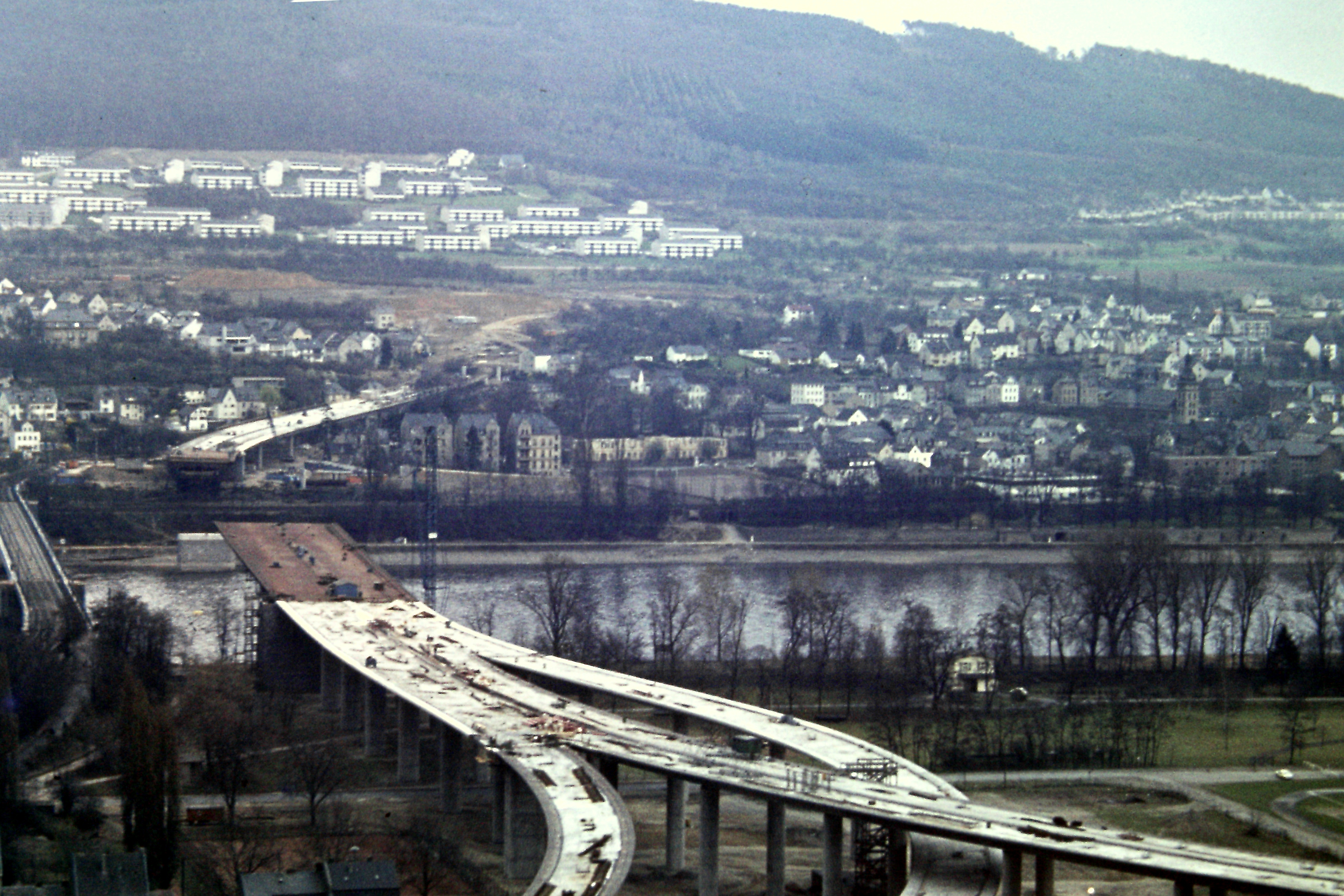
Südbrücke im Bau, März 1972
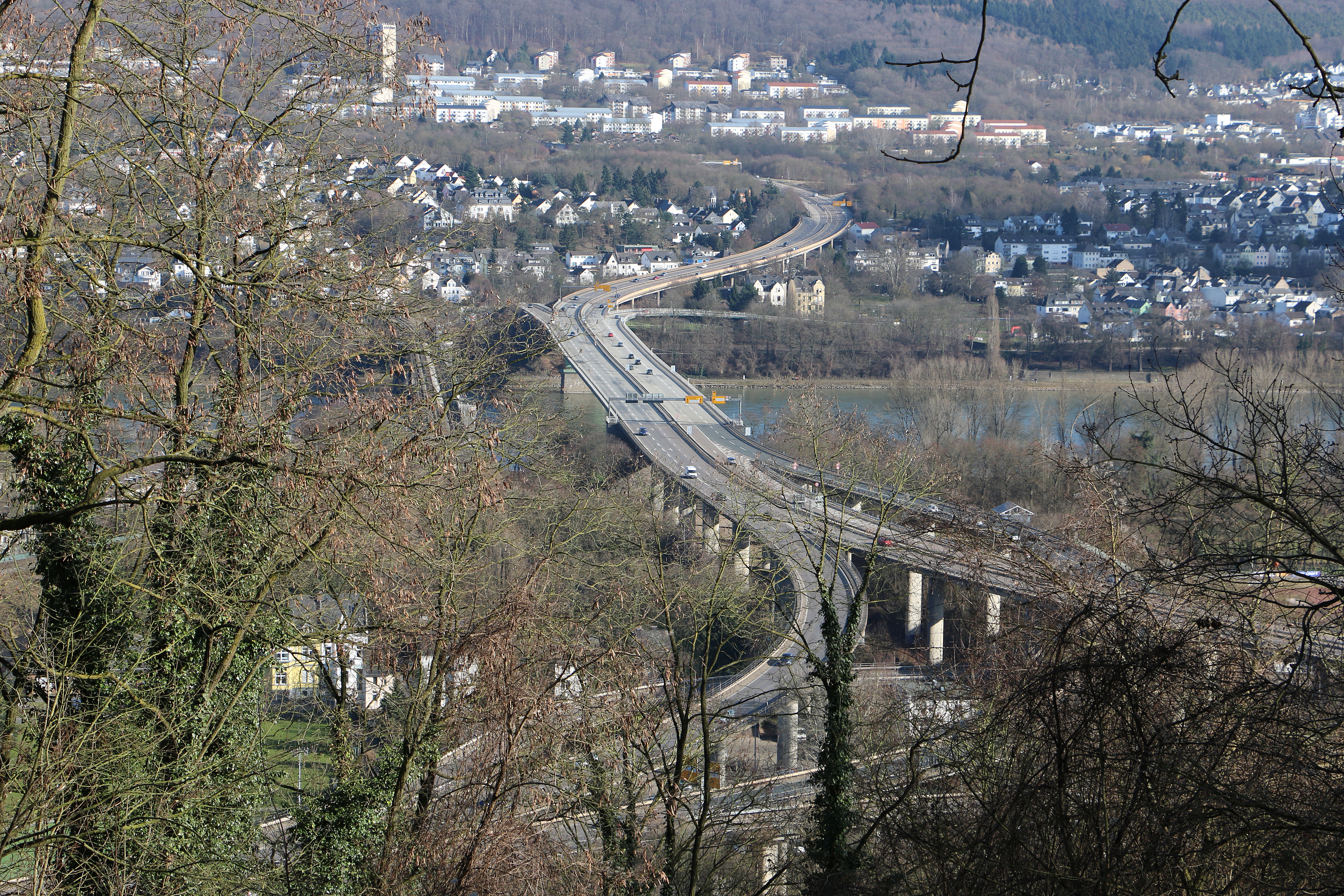
Die Südbrücke mit den linksrheinischen Zubringerstraßen, gesehen von der Karthause
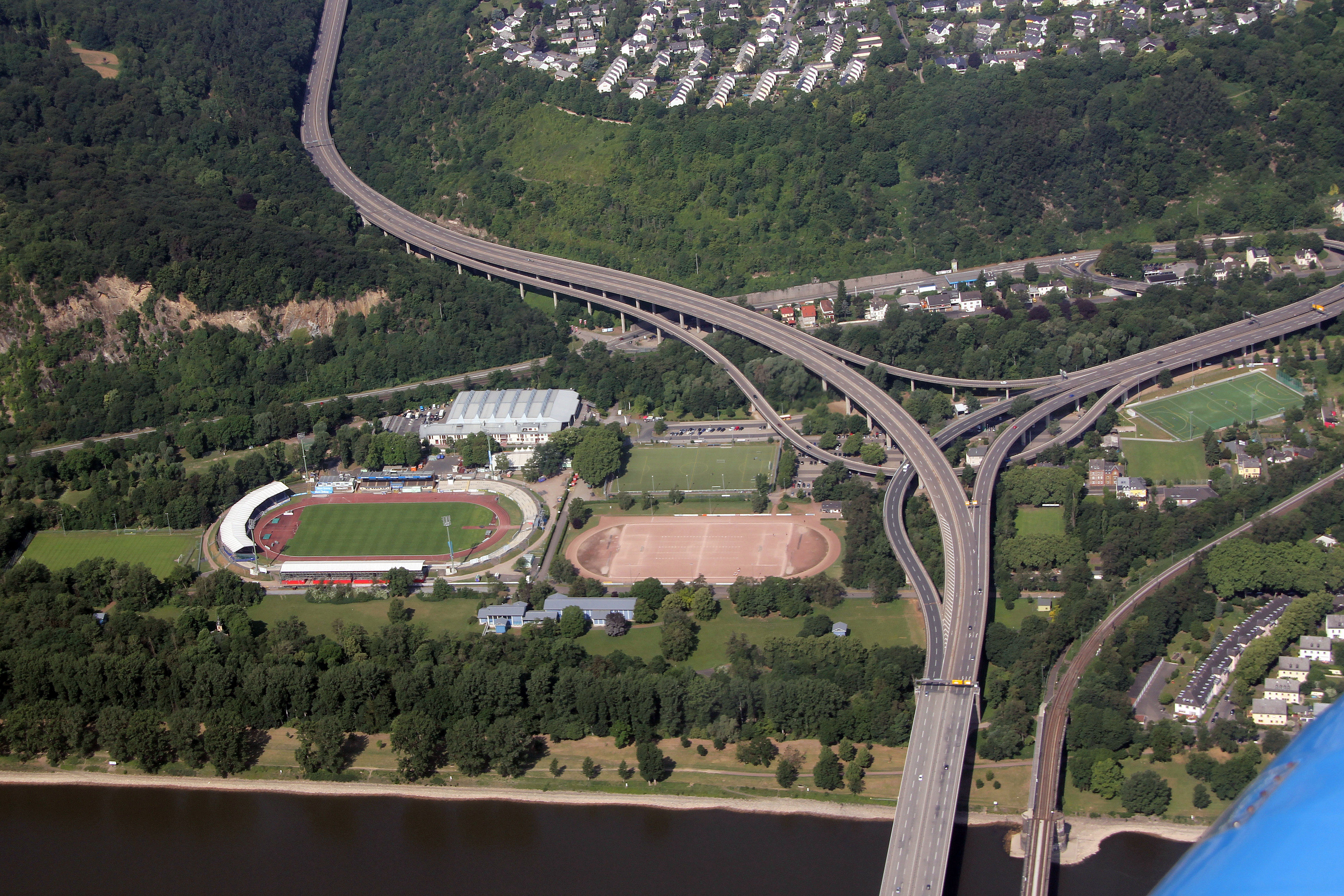
Hangbrücke im Laubachtal (oben) und die linksrheinische Anschlussstelle neben dem Sportpark Oberwerth
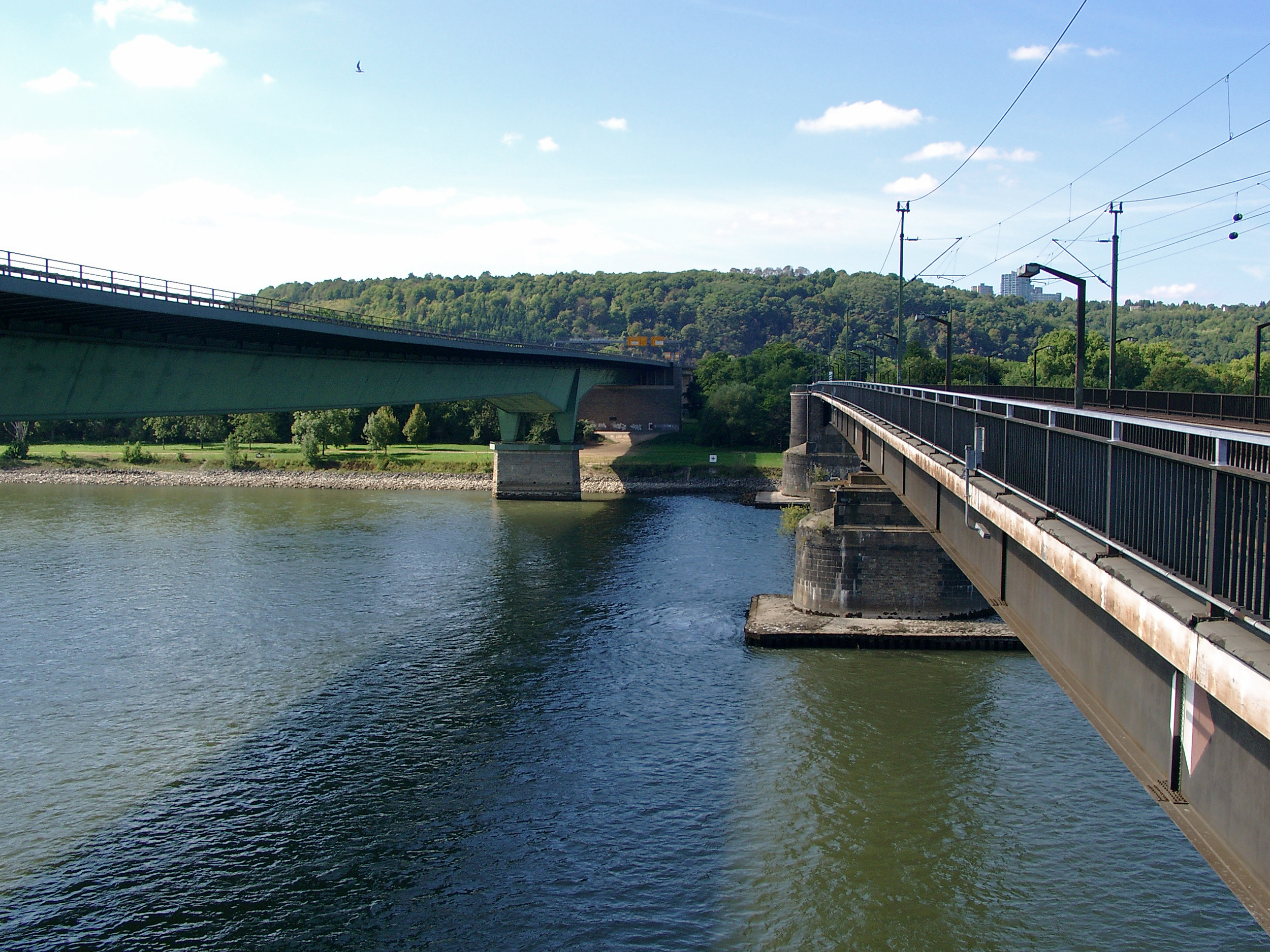
Südbrücke (links) und Horchheimer Eisenbahnbrücke
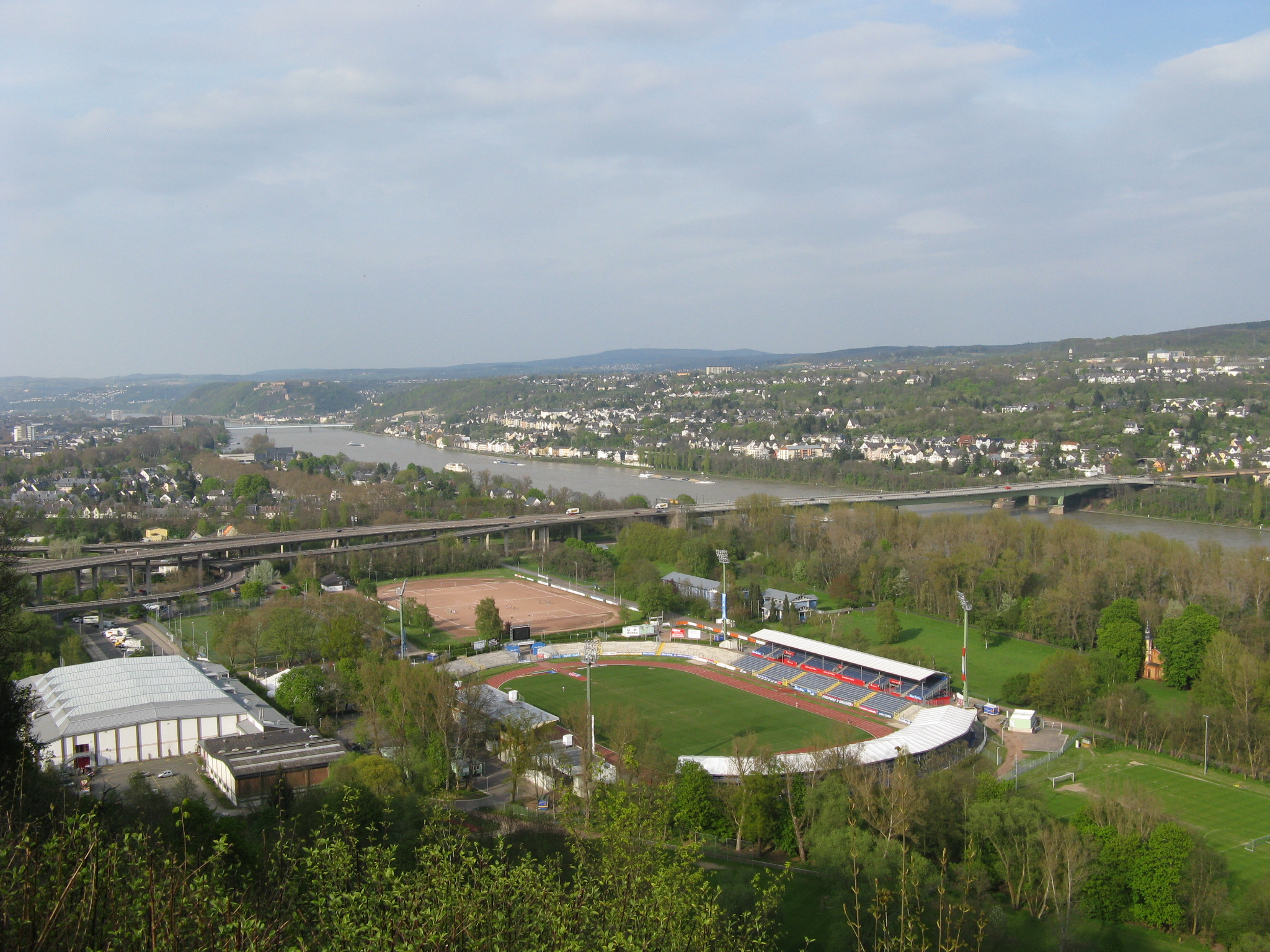
Blick vom Rittersturz auf die Südbrücke und das Stadion Oberwerth
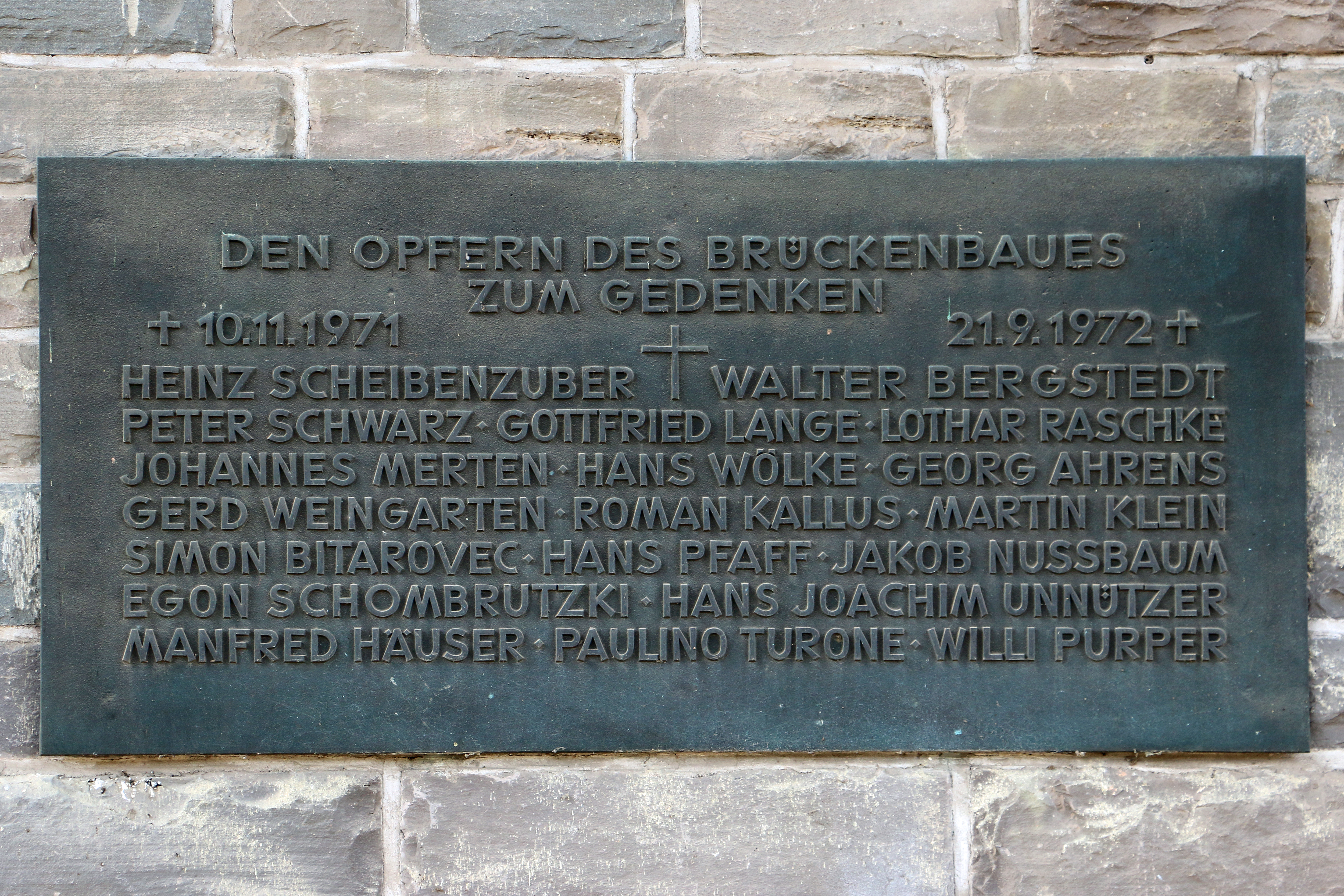
Gedenktafel an die Opfer des Brückenbaus

### Baukosten

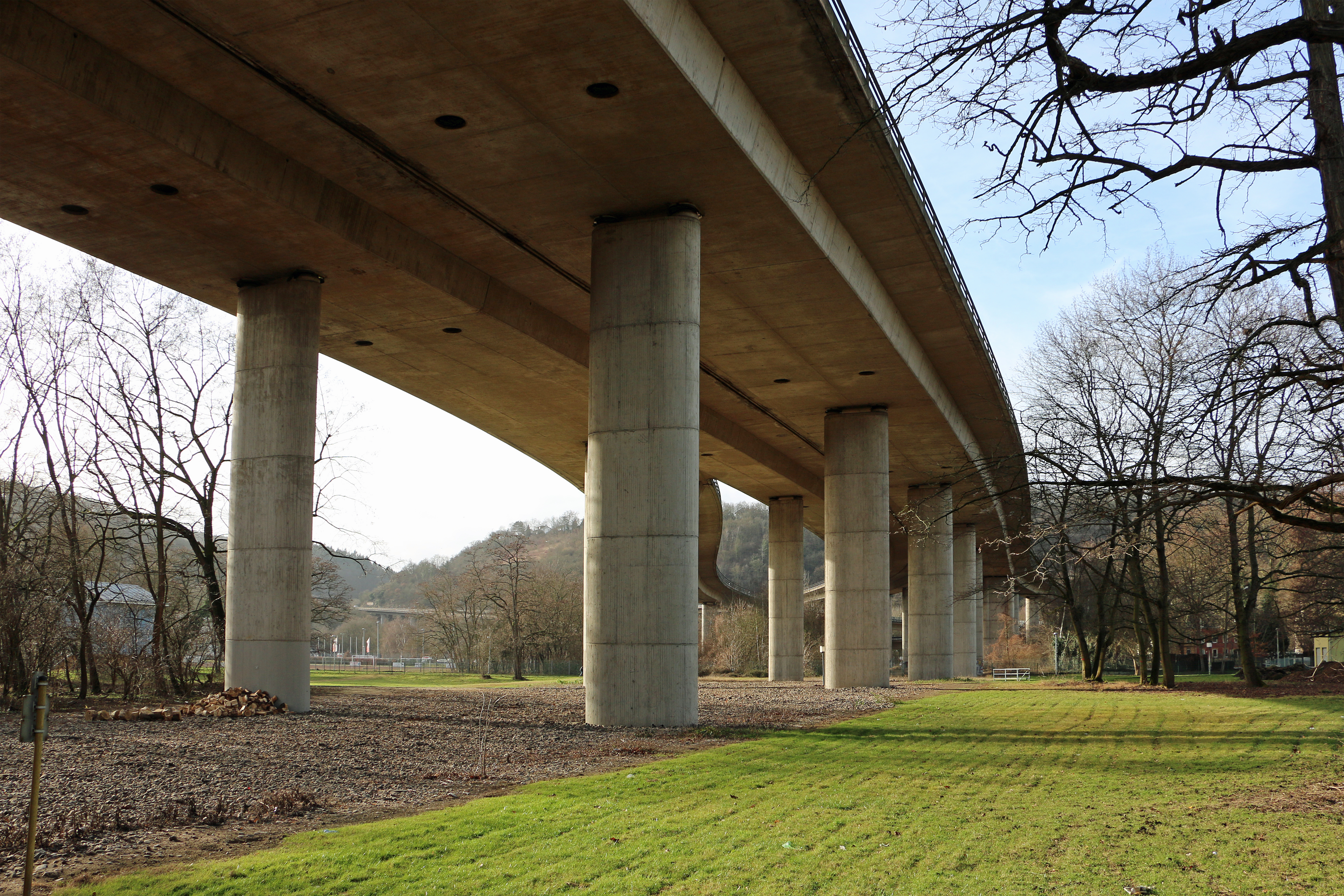
Das linksrheinische Hochstraßensystem auf der Oberwerther Seite

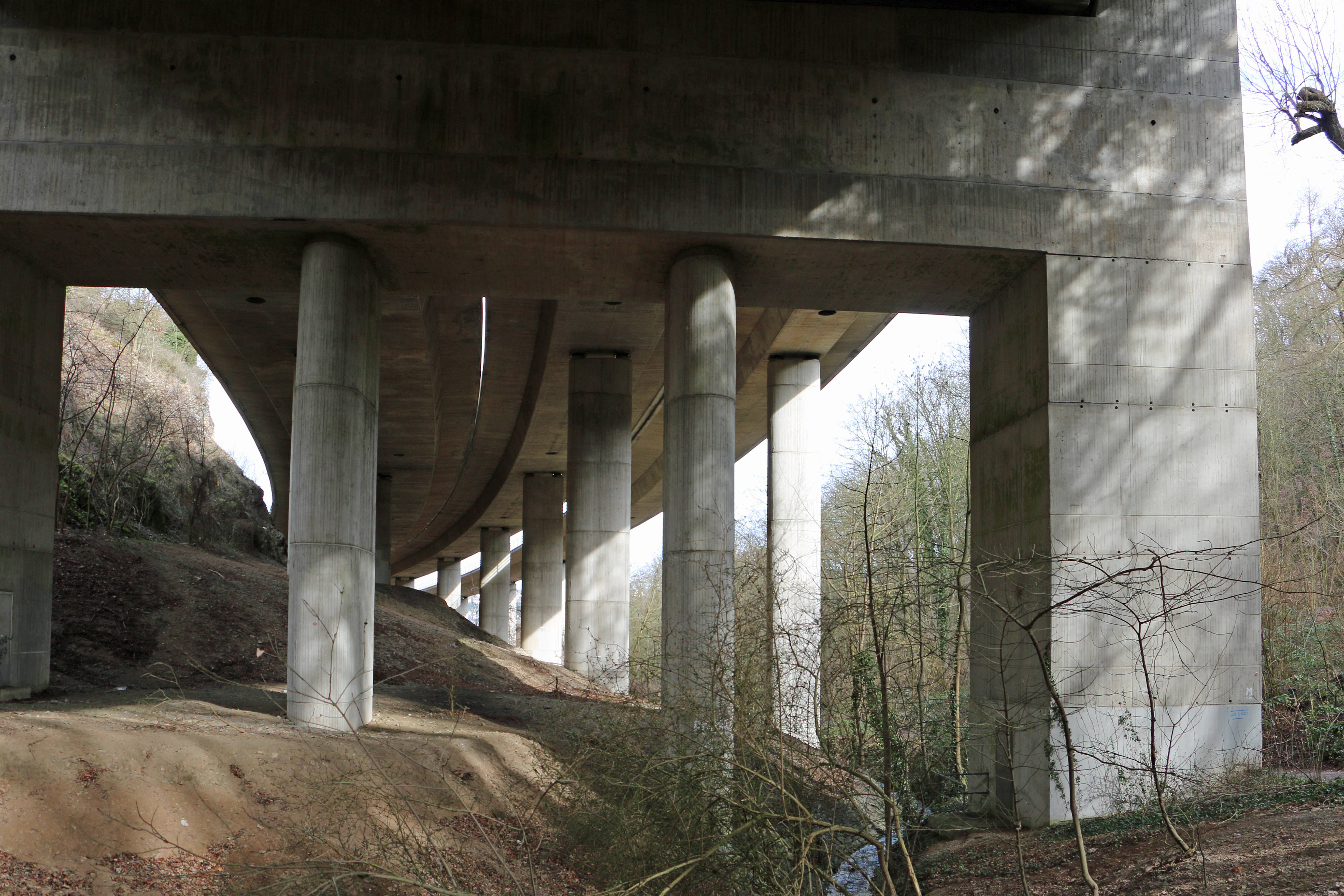
Die Hangbrücke im Laubachtal

Anfang der 1970er Jahre waren in Koblenz vier Brücken im Bau oder im Umbau. Die Baukosten der beiden Brückenköpfe hatten schon bei der Neuen Moselbrücke (heute Europabrücke) eine ähnliche Größenordnung wie der reine Brückenbau. Bei der Südbrücke allerdings überstiegen die Kosten für die beiderseitigen Anschlüsse der neuen Rheinbrücke die des eigentlichen Brückenbaus um ein Vielfaches.
Die Kosten für das Brückenbauwerk und die beiderseitigen Anschlüsse an die B 49/B 42 und an die B 327/B 9 in Höhe von 104 Mio. DM (166.444.184 €), davon alleine 18,5 Mio. DM (29.607.860 €) für den Grunderwerb, trug die Bundesrepublik Deutschland, da es sich bei der Südbrücke um einen Bau für eine Bundesstraße handelte.

### Name und Verkehrsübergabe
Der Koblenzer Stadtrat beschloss am 19. Februar 1974, der Brücke den Namen „Europabrücke“ zu geben. Die Landesregierung von Rheinland-Pfalz stimmte dieser Namensgebung jedoch in einem Bescheid vom 9. Mai 1975 nicht zu. Vorausgegangen war bereits eine Ablehnung dieses Namens durch das Bundesverkehrsministerium. So wurde die zweite Straßenbrücke über den Rhein in Koblenz am 20. Juni 1975 mit dem schlichten Namen „Südbrücke“ für den Verkehr freigegeben. An der Eröffnungsfeier nahmen der Koblenzer Oberbürgermeister Willi Hörter, der rheinland-pfälzische Verkehrsminister Heinrich Holkenbrink, der Präsident der Straßenverwaltung Rheinland-Pfalz Hubert Klaas sowie der Alt-Ministerpräsident und Koblenzer Ehrenbürger Peter Altmeier teil. Die Bauzeit, unterbrochen durch zwei folgenschwere Unglücksfälle, betrug fast sechs Jahre.
Eine am Eröffnungstag enthüllte Gedenktafel am linksrheinischen Stützpfeiler (Oberwerth) erinnert an die 19 beim Brückenbau ums Leben gekommenen Techniker und Arbeiter.

## Bau

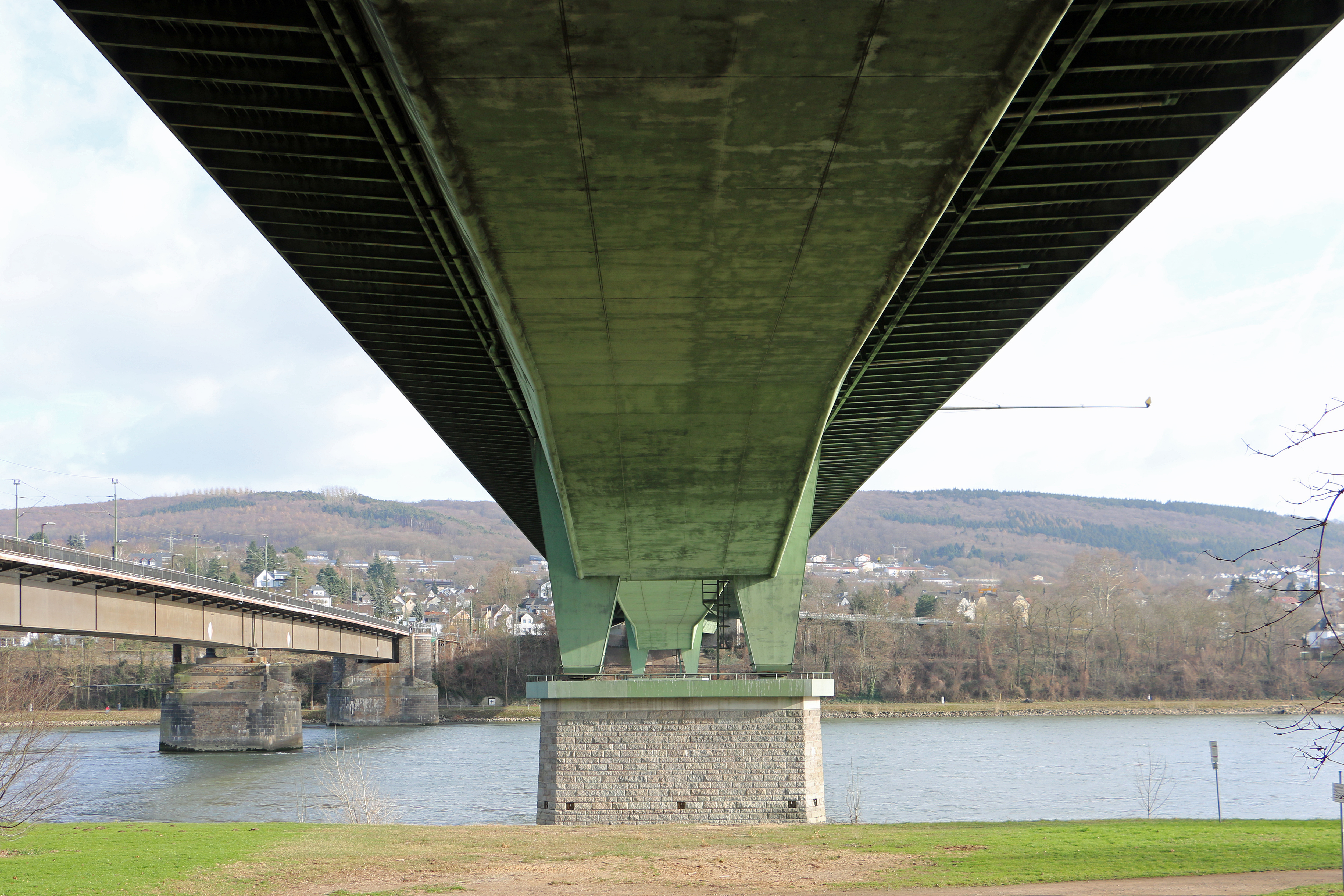
Blick von der Oberwerther Seite auf den Strompfeiler der Südbrücke

Die Koblenzer Südbrücke ist 442 m lang. Die Länge der gesamten Südtangente mit ihren Anschlüssen und Zubringern ist aber um ein Vielfaches größer. Sie reicht über 12 km von der Anschlussstelle (B 327) südlich der Karthause bis zu den Höhen der Denzerheide kurz vor Neuhäusel.
Die Balkenbrücke über den Rhein hat eine längste Stützweite von 236 m über der Schifffahrtsrinne. Die Stützweiten der beiden Seitenöffnungen betragen jeweils 103 m. Die Südbrücke hat sechs Fahrspuren und ist insgesamt 29 m breit. Die Fahrbahn (Deckplatte) des aus Hohlkästen gefertigten Brückenbauwerks besteht aus sogenannten orthotropen Platten.

## Die Südbrücke im Film
- Peter von Zahn: Bilder, die die Welt bewegten, Folge 13 Lücken in Brücken vom 24. September 1980, ZDF